# Agost (l'Alacantí)
Agost és una vila i municipi del País Valencià que es troba a la zona més occidental de la comarca de l'Alacantí, al sud de la serra del Ventós (905 m). Està situat a 18 km a l'oest d'Alacant, i actualment té 4.752 habitants (INE 2014).
| Petrer  | Castalla | Tibi    |
| Monfort |          | Alacant |
| Monfort | Alacant  | Alacant |

## Geografia
Agost es troba als límits de la plana litoral que circumda la ciutat d'Alacant, on el terreny s'alça (serra del Ventós, Maigmó).

### Nuclis
- Agost
- les Llomes
- la Murta
- el Ventós

### Límits
Els seus límits són: al nord, Castalla; a l'est, Tibi i Alacant; a l'oest, Petrer i Montfort del Cid; i al sud, Alacant.

### Clima
El clima és mediterrani, amb 16,6 °C de temperatura mitjana anual i certa aridesa, ja que sols hi cauen 389 mil·límetres de precipitació a l'any.
El paisatge d'Agost és semidesèrtic, amb matolls baixos, alguns pins i vegetació més frondosa al voltant de fonts d'aigua.

## Història

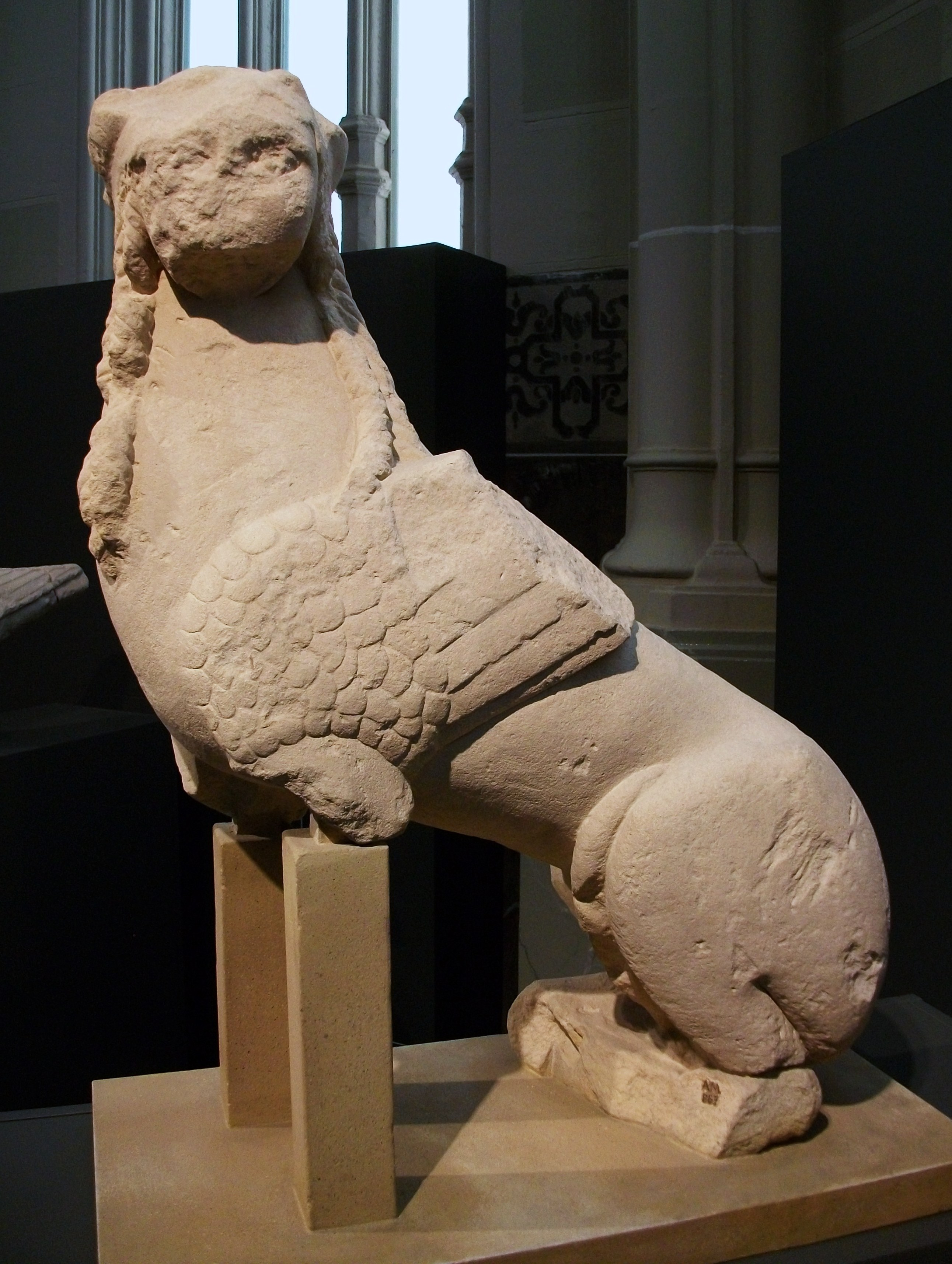
Esfinx d'Agost

Els primers vestigis de poblament al terme d'Agost es troba a la Coveta de Sant Martí, jaciment neolític. Més avant, durant l'edat del bronze l'hàbitat humà de la zona passa al cim de la serra del Negret, on es troba un poblat fortificat. També d'esta època s'han trobat restes al Castellet de la Murta, com un molí barquiforme.
Dins del nucli urbà actual la part més antiga es distribuïx per la zona més alta del tossal que ocupa, i sembla d'època ibera. Bona mostra de la presència d'estos pobladors són les Esfinxs d'Agost. Just al mateix lloc es troben les restes del Castell, que potser es va alçar després de la conquesta de Jaume II d'Aragó. També hi ha jaciments d'època romana com la Vila romana de l'Esperança. Després de l'entrada a la península Ibèrica dels musulmans, la zona possiblement pertanyé al regne de Tudmir. D'època islàmica, es conserven les restes d'un poblat almohade dels segles XII-XIII, situat a la serra dels Castellans, tot just damunt del paratge conegut com el Rugló.
Amb la conquesta cristiana Agost va pertànyer durant un breu espai de tems al regne de Castella sota el regnat de Ferran III de Castella. Posteriorment, en 1296, Jaume II va adscriure Agost definitivament al València, integrat a la Corona d'Aragó. L'any 1681 passà a propietat dels cavallers de Vallebrera. Es va segregar d'Alacant, al qual pertanyia des de 1252 a finals del segle xviii. Des d'aproximadament estes dates, ja es troba a Agost una protoindústria del fang, que a mitjans del segle xix evolucionarà notablement convertint-se en una potent indústria canterera. Durant els anys seixanta d'eixe segle, i amb l'auge del sector de la construcció, s'hi crearen diverses empreses orientades a l'esmentat sector.

## Economia
Fins als anys 60 del segle xx, l'economia d'Agost estava basada en la cantereria i l'agricultura. Hui moltes de les fàbriques tradicionals han tancat, o s'han convertit en grans empreses de fabricació de rajoles i teules. Queden encara 11 cantereries en funcionament, de les quals 3 encara empren els materials i mètodes tradicionals.
Són famosos els seus botijons, cànters, etc. Eixa artesania i les fàbriques de rajoles juntament amb l'agricultura, vinya, especialitzada en raïm de taula, sobretot; ametlers i hortalisses són la base de l'economia.

### Cantereria tradicional

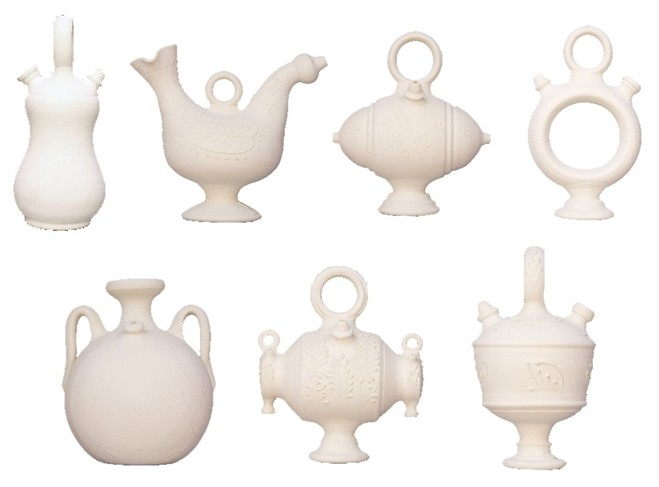
Càntirs d'Agost

La tradició de la cantereria d'Agost es remunta, com a mínim, al segle xviii. La institució referent en este tema és el Museu de Cantereria d'Agost. Per falta d'estudis sistemàtics d'arqueologia i d'arxiu, a les hores d'ara no es pot precisar més. Com a testimoni d'aquells temps ens queda l'ermita, fundada en 1821 i dedicada a Santa Justa i Santa Rufina, les patrones de l'ofici.
Els primers tallers eren xicotets, pràcticament habitatges-tallers ubicades al carrer Cantereria, prop de la font per a abastir-se d'aigua.A finals del segle xix, es van construir les primeres cantereries amb la casa familiar adossada. El Museu de Cantereria és un bon exemple d'eixe tipus de construcció. Hui, les fàbriques es troben en zones més àmplies en les carreteres principals. En l'actualitat hi ha 11 cantereries. El producte més conegut de la cantereria d'Agost és el botijó blanc. Més de 40 models diferents en diverses grandàries tenen el seu origen ací. Per tota la península queden clients que l'aprecien pel bon sabor que adquirix l'aigua. Dues de les onze cantereries encara utilitzen les tècniques tradicionals per a mantindre la seua qualitat. Empren les argiles locals per a la preparació del fang i couen als forns «moruns» o de llenya, a foc directe. En els últims temps s'ha generalitzat la utilització de pastes i esmalts comercials i forns de nova tecnologia.
Els records de viatge o «de diumenge», fa que es fabriquen peces com ara porquets, tests, records de festes familiars. Eixos són alguns exemples dels nous productes d'Agost. Els canterers d'Agost tenen fama per la seua habilitat en el torn. Totes les peces fabricades en Agost estan modelades a torn amb una única ferramenta: les mans. Però hui en dia els que més exploten les bones argiles d'Agost són sens dubte les fàbriques de rajoles i teules, entre altres materials de construcció. Encara que no ho parega totes tenen els seus antecedents en les cantereries on els seus fundadors van rebre els primers coneixements fonamentals de la matèria primera: el fang. Muntanyes de terra de distints colors criden l'atenció al visitant que s'acosta a Agost siga venint des d'Alacant/Sant Vicent del Raspeig o des de Madrid/Novelda.
El producte més important que ha trobat mercat per tota la península, pel nord d'Àfrica, el sud de França i fins a Cuba, és el botijó per a beure aigua, realitzat amb ceràmica porosa blanca, típica d'Agost, que refresca l'aigua i li dona un bon sabor a causa de la porositat del material. Encara que també hi ha producció de cànters, cantarelles, botelles, gerres, abeuradors, catúfols, canonades, ximeneres, etc. Productes envernissats com, gerres, llibrells, morters, gerres, munyidores, fonts, mesures per a oli, etc.

## Demografia
Estaven censats 386 agosters l'any 1715; el nombre d'habitants hi va augmentar als segles xviii i xix.
A data de 2022, Agost tenia 4.948 habitants (INE).
| any  | habitants |
| ---- | --------- |
| 1842 | 1.951     |
| 1877 | 2.572     |
| 1887 | 2.511     |
| 1897 | 2.779     |
| 1900 | 2.967     |
| 1910 | 3.386     |
| 1920 | 2.680     |
| 1930 | 2.775     |
| 1940 | 2.405     |
| 1950 | 2.379     |
| 1960 | 2.622     |
| 1970 | 3.362     |
| 1981 | 3.772     |
| 1991 | 3.966     |
| 2000 | 4.095     |
| 2010 | 4.818     |
| 2020 | 4.794     |

## Política i Govern

### Composició de la Corporació Municipal
El Ple de l'Ajuntament està format per 11 regidors. En les eleccions municipals de 26 de maig de 2019 foren elegits 6 regidors del Partit Popular (PP), 2 del Partit Socialista del País Valencià (PSPV-PSOE), 2 d'Agrupació d'Independents d'Agost-Compromís per Agost (AIA-Compromís) i 1 de Ciutadans - Partit de la Ciutadania (Cs).
| Eleccions municipals de 26 de maig de 2019 - Agost                                                                             |                                                      |                                     |                                     |        |          |          |
| Candidatura | Candidatura                                          | Candidatura                         | Cap de llista                       | Vots   | Vots     | Regidors |
| | Partit Popular                                       |                                     | Juan José Castelló Molina           | 1.333  | 50,02%   | 6 (+1)   |
| | Partit Socialista del País Valencià-PSOE             |                                     | Juan Cuenca Antón                   | 601    | 22,55%   | 2 (-1)   |
| | Agrupació d'Independents d'Agost-Compromís per Agost |                                     | Luis Vicente Castelló Vicedo        | 481    | 18,05%   | 2 (-1)   |
| | Ciutadans - Partit de la Ciutadania                  |                                     | Aroa López García                   | 228    | 8,56%    | 1 (+1)   |
| | Vots en blanc                                        |                                     |                                     | 22     | 0,83%    |          |
| Total vots vàlids i regidors                                                                                                   | Total vots vàlids i regidors                         | Total vots vàlids i regidors        | Total vots vàlids i regidors        | 2.665  | 100 %    | 11       |
| | Vots nuls                                            | Vots nuls                           | Vots nuls                           | 31     | 1,15%    |          |
| Participació (vots vàlids més nuls)                                                                                            | Participació (vots vàlids més nuls)                  | Participació (vots vàlids més nuls) | Participació (vots vàlids més nuls) | 2.696  | 73,06%** |          |
| Abstenció | Abstenció                                            | Abstenció                           | Abstenció                           | 994*   | 26,94%** |          |
| Total cens electoral | Total cens electoral                                 | Total cens electoral                | Total cens electoral                | 3.690* | 100 %**  |          |
| Alcalde: Juan José Castelló Molina (PP) (15/06/2019) Per majoria absoluta dels vots dels regidors (6 vots de PP)               |                                                      |                                     |                                     |        |          |          |
| Fonts: JEC, JEZ Alacant, M. Interior, Periòdic Ara. (* No són vots sinó electors. ** Percentatge respecte del cens electoral.) |                                                      |                                     |                                     |        |          |          |

### Eleccions municipals des de 1979
L'evolució en el repartiment dels regidors per partits polítics des de les eleccions municipals de 1979 és la següent: 
| Històric de regidors a l'ajuntament d'Agost |                 |      |      |      |      |      |      |      |      |      |      |      |
| Candidatura                                 | Candidatura     | 1979 | 1983 | 1987 | 1991 | 1995 | 1999 | 2003 | 2007 | 2011 | 2015 | 2019 |
|                                             | AP - PP         | 0    | 3    | 1    | 2    | 2    | 1    | 3    | 3    | 5    | 5    | 6    |
|                                             | PSPV-PSOE       | 8    | 8    | 8    | 6    | 4    | 4    | 4    | 5    | 4    | 3    | 2    |
|                                             | AIA - Compromís |      |      | 2    | 3    | 4    | 6    | 4    | 3    | 2    | 3    | 2    |
|                                             | Cs              |      |      |      |      |      |      |      |      |      |      | 1    |
|                                             | UDI             |      |      |      |      | 1    |      |      |      |      |      |      |
|                                             | UCD             | 3    |      |      |      |      |      |      |      |      |      |      |
|                                             | EUPV            |      |      |      |      | 0    | 0    |      |      |      |      |      |
|                                             | CDS             |      |      | 0    | 0    |      |      |      |      |      |      |      |
| Fonts: Ministeri de l'Interior              |                 |      |      |      |      |      |      |      |      |      |      |      |

### Alcaldes
Des de 2019 l'alcalde d'Agost és Juan José Castelló Molina de PP.
| Període                       | Alcalde o alcaldessa                             | Partit polític | Data de possessió     | Observacions         |
| ----------------------------- | ------------------------------------------------ | -------------- | --------------------- | -------------------- |
| 1979–1983                     | José María Brotons Martínez                      | PSPV-PSOE      | 19/04/1979            | --                   |
| 1983–1987                     | José María Brotons Martínez                      | PSPV-PSOE      | 28/05/1983            | --                   |
| 1987–1991                     | José María Brotons Martínez                      | PSPV-PSOE      | 30/06/1987            | --                   |
| 1991–1995                     | José María Brotons Martínez                      | PSPV-PSOE      | 15/06/1991            | --                   |
| 1995–1999                     | José María Brotons Martínez                      | PSPV-PSOE      | 17/06/1995            | --                   |
| 1999–2003                     | Felipe Vicedo Pellín                             | AIA            | 03/07/1999            | --                   |
| 2003–2007                     | Felipe Vicedo Pellín                             | AIA            | 14/06/2003            | --                   |
| 2007–2011                     | Joaquín Castelló Castelló Antonio Pérez González | PSPV-PSOE      | 16/06/2007 06/02/2009 | Dimissió/renúncia -- |
| 2011–2015                     | Juan José Castelló Molina                        | PP             | 13/06/2011            | --                   |
| 2015–2019                     | Juan Cuenca Antón                                | PSPV-PSOE      | 13/06/2015            | --                   |
| 2019-2023                     | Juan José Castelló Molina                        | PP             | 15/06/2019            | --                   |
| Des de 2023                   | n/d                                              | n/d            | 17/06/2023            | --                   |
| Fonts: Generalitat Valenciana |                                                  |                |                       |                      |

## Llocs d'interés

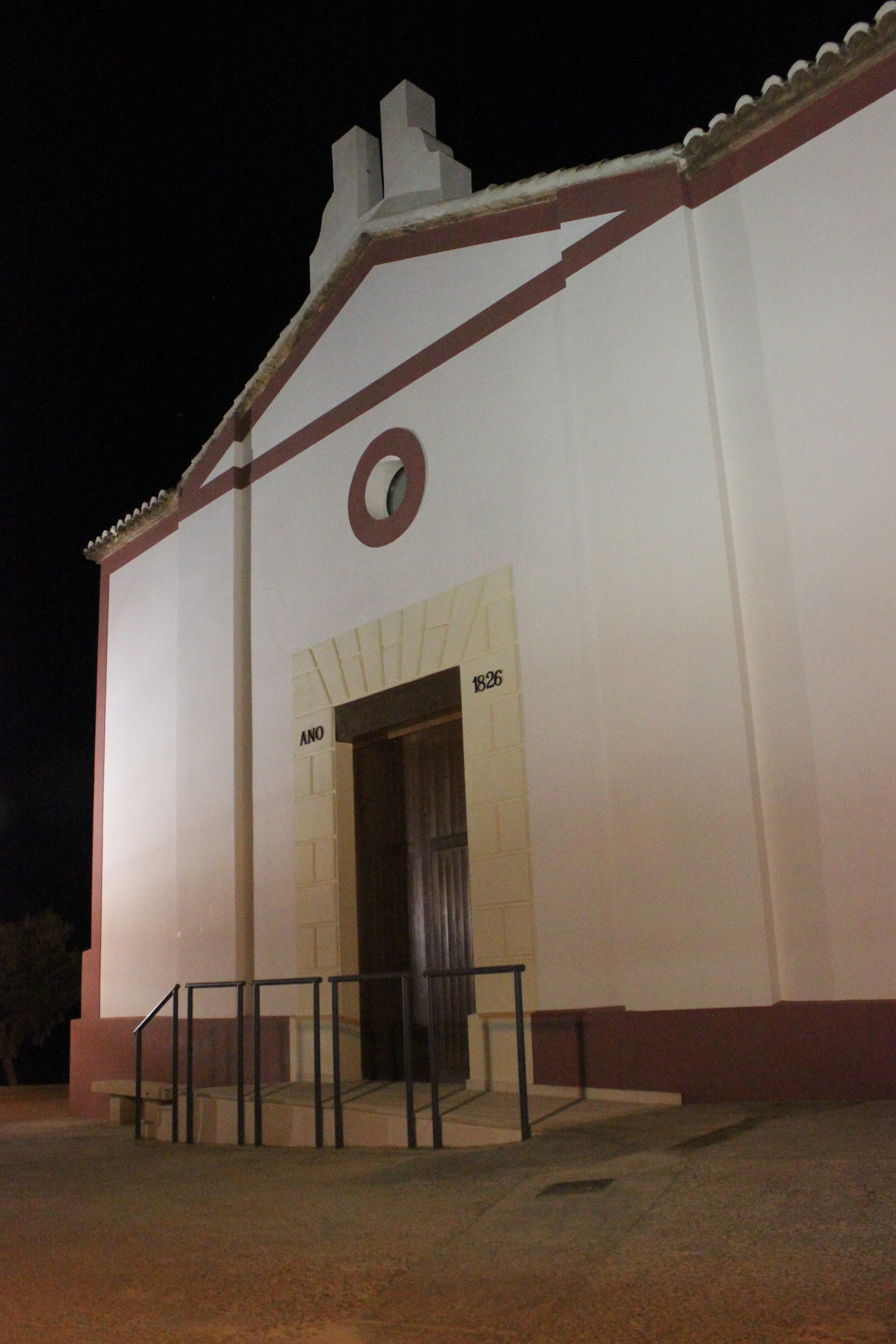
Façana de l'Ermita de Sant Pere

- Museu de Cantereria, on es trobava una antiga cantereria, es pot contemplar el procés de creació artesanal de la cantereria. També hi ha peces de gran interés.
- Església de Sant Pere Apòstol, del s. XVI.
- Castell d'Agost. Actualment un llenç de la muralla és l'única part que s'hi conserva en condicions. Hi ha algunes restes més disseminades per les construccions de la població.
- Castell de la Murta, situat a 7 km del poble. Actualment en ruïnes, fou una fortalesa de gran importància durant les sublevacions musulmanes posteriors a la conquesta cristiana.
- Ermita de les santes Justa i Rufina construïda el 1821.
- Ermita de Sant Pere d'Agost, al costat del castell.
- L'Arc, aqüeducte d'origen àrab.
- Terrer dels Pobres (jaciment d'argila) i les basses on es prepara el fang.

## Tradicions
Entre les moltes tradicions cal destacar:

### El dia de la vella
Se celebra 3 setmanes després de Dimecres de Cendra i és festa local. És una tradició molt antiga i consistix bàsicament a instal·lar en la porta de casa i a les escoles, diferents ninots o «velles», les quals representen escenes i costums del poble. A més a més, solen incloure també cartells per fer «parlar» les velles, que normalment comenten coses referents al poble en un to satíric.

### Danses del Rei Moro
Són un costum que encara perdura amb un gran arrelament entre la població. S'acompanyen amb la dolçaina i el tabalet i participen els jóvens que arriben a la majoria d'edat cada any («danseros»). Se celebren del 26 de desembre a l'1 de gener (excepte el dia 31), a la vesprada a la plaça del poble. El dia gran de les danses és el dia del Rei Moro, qui les presidix ballant amb la resta de parelles.
El dia 27 a la nit es fa la Nit dels Coets, una altra tradició en la qual participen jóvens i majors, que consistix a anar tirant «carretilles» al Rei Moro durant el seu viatge pels carrers del poble. El rei va acompanyat pels «danseros», que han d'anar amb ell fins que es creme el palis, una estructura de fusta i canyes sota la qual va passejant el Rei Moro. En acabant, han de penjar les taronges als balcons de la plaça, les quals es despenjaran el dia 1 de gener pels xics que seran «danseros» l'any següent.

## Pilota valenciana
La pilota valenciana és l'esport més antic que es practica a Agost. Les modalitats de curta, llarga i galotxa són les preferides. El primer club d'Agost federat va ser el Club de Pilota d'Agost, l'any 1982 que actualment compta amb dos equips, un d'ells en la màxima categoria de la Lliga de Palma de la Diputació d'Alacant.

## Cultura

### Música
Una altra cosa que potser també es podria destacar del poble, perquè és important, és la gran cultura i afició musical que hi ha al poble. Hi ha dues bandes de música amb les respectives escoles. La Societat Filharmònica Unió Musical es va fundar l'any 1895 i en la dècada passada va celebrar el seu centenari; el Centre Artístic Cultural Verge de la Pau està celebrant enguany o ho va fer l'any passat el 25é aniversari. Estes bandes popularment tenen rivalitat entre si i són conegudes com «la Vella» i «la Nova» al poble. A banda d'això també hi ha una xaranga i dues orquestres (d'eixes d'anar a tocar als pobles en festes, no de cambra): la Ciudad de Alicante i la Clàssics. I fa uns pocs anys també està la colla de dolçainers.
Agost sempre ha estat bressol de grans dolçainers. El costum i arrelament de la dolçaina és molt gran al poble. De fet es conserva una dolçaina què té més de 250 anys. La dolçaina en Agost s'ha popularitzat, sobretot en nombre de sonadors, amb la colla La Taranina Arxivat 2007-10-11 a Wayback Machine.

### Cinema
Per a la pel·lícula El retorn dels Set Magnífics (1966), tots els exteriors van ser rodats en esta localitat valenciana. La primera de les seqüeles d'Els 7 magnífics, on repetix Yul Brinner juntament amb actors i actrius espanyoles com Julián Mateos, Fernando Rey o Elisa Montes.

### Gastronomia
La gastronomia es basa en els productes del camp i és contundent. Hi destaquen el gaspatxo amb nyora, l'arròs amb caragols, migas, borreta de bacallà, la pericana; coques de sardina i de ceba. Sens oblidar-se del seu exquisit raïm de taula, amb denominació d'origen propi del Vinalopó.

## Festes
- 24 de gener, Mare de Déu de la Pau, patrona. Se li fa una serenata la vespra de la seua festa.
- 3 setmanes després de Dimecres de Cendra, dia de la Vella.
- 29 de juny, Sant Pere. Moros i cristians.
- 26 de desembre (tota la setmana), les Danses del Rei Moro. La vesprada d'any nou hi ha una batalla de «paperaes», que són uns cartutxos plens de caramels i boles d'anís. També té un paper molt destacat la dolçaina.